# Португальський Макао
22°12′02″ пн. ш. 113°32′46″ сх. д. / 22.200555555556° пн. ш. 113.54611111111° сх. д.
Португальський Макао (порт. Macau Português) — період Макао як португальської колонії, а потім заморської провінції під керуванням Португалії. З 1557 по 1999 рік Макао був одночасно першою і останньою європейською колонією в Китаї.

## Історія
Португальські торговці спочатку влаштувалися в Макао в XVI столітті. У 1557 році Макао був орендований Португалією у Китайської імперії в якості торгового порту. Португальці не керували містом, поки він був під китайською владою і суверенітетом. До 1887 року, коли Макао став колонією португальської імперії. Влада над Макао була передана назад Китаю 20 грудня 1999 року.
| Історія | Це незавершена стаття з історії. Ви можете допомогти проєкту, виправивши або дописавши її. |